# Castelo Craigend

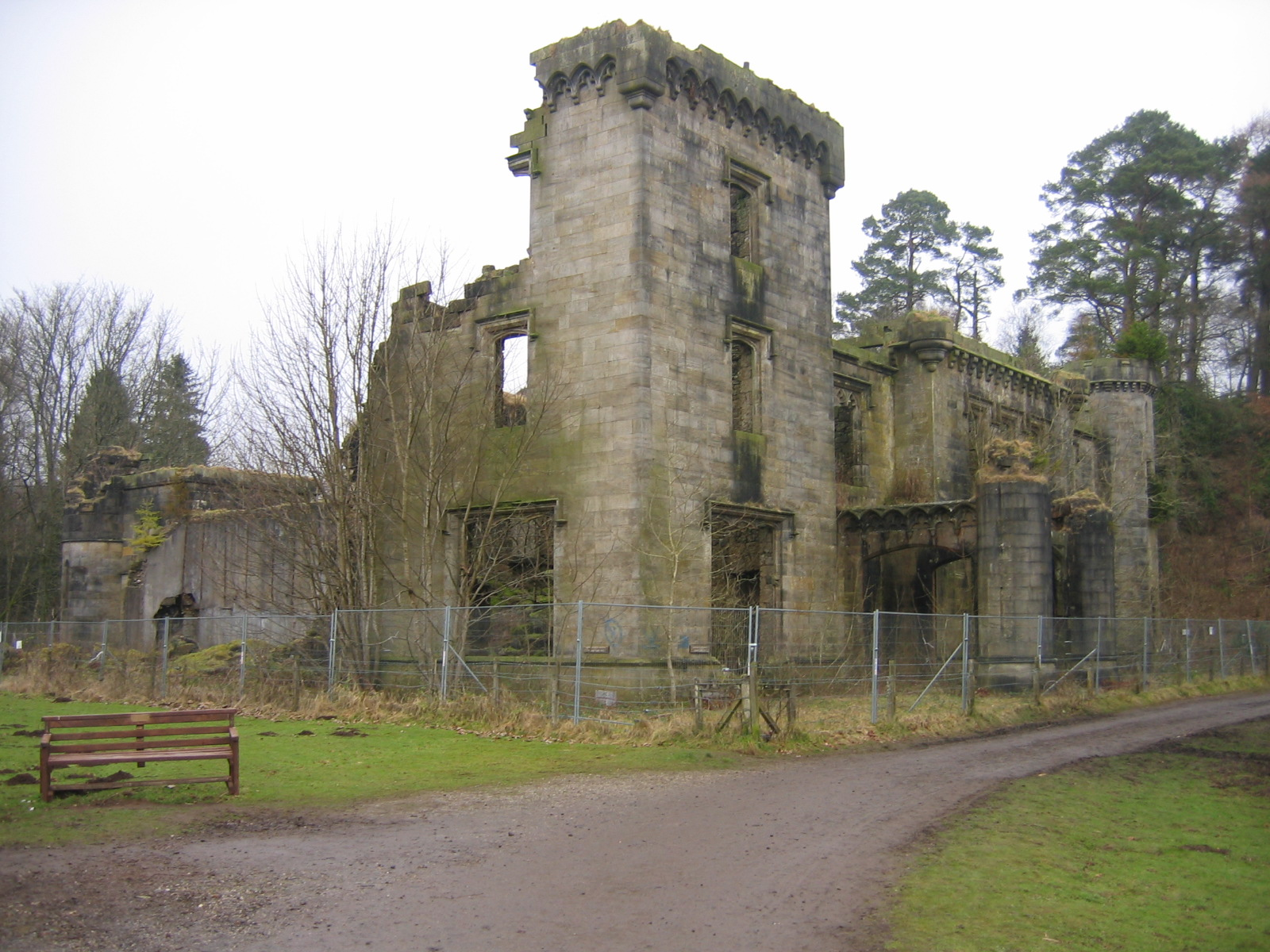
Castelo Craigend, Escócia.

O Castelo Craigend (em inglês:  Craigend Castle) é um castelo atualmente em ruínas localizado em Strathblane, East Dunbartonshire, Escócia.
Encontra-se classificado na categoria "C" do "listed building" desde 9 de março de 2007.